# هجوم طابا (فبراير 2014)
تفجير حافلة طابا 2014 هو هجوم إرهابي على حافلة سياحية في طابا، مصر يوم 16 فبراير عام 2014. كانت الحافلة متوقفة، في انتظار عبور الحدود إلى إسرائيل عن طريق معبر طابا، عندما دخل انتحاري وحيد الحافلة المفتوحة وفجر المواد المتفجرة التي كانت بحوزته. أربعة أشخاص - ثلاثة كوريين جنوبيين وسائق الحافلة المصري - قتلوا، وجرح 17 آخرين.
واعتبر الهجوم بأنه يمثل تحولا محتملا في إستراتيجية الجماعات الجهادية المتمردة في سيناء، من خلال توسيع حملتهم ضد قوات الأمن المصرية لتشمل السياح الأجانب.